# Награди „Оскар“ (48-а церемония)
Четиридесет и осмата церемония по връчване на филмовите награди „Оскар“ се провежда на 29 март 1976 година. На нея се връчват призове за най-добри постижения във филмовото изкуство за предходната 1975 година. Събитието се провежда в „Дороти Чандлър Павилион“, Лос Анджелис, Калифорния. За пореден път представлението се води от няколко артисти. През настоящата година това са Уолтър Матау, Робърт Шоу, Джордж Сегал, Голди Хоун и Джийн Кели.
Големият победител на вечерта е психологическата драма „Полет над кукувиче гнездо“ на режисьора Милош Форман, номиниран в 9 категории за наградата, печелейки 5 статуетки, включително за най-добър филм и най-добър режисьор. Това е първото произведение, след „Това се случи една нощ“ (1934) на Франк Капра, което печели и петте основни награди – за филм, режисьор, сценарий, главна мъжка и женска роли.
Сред останалите основни заглавия са историческият епос „Бари Линдън“ на Стенли Кубрик, криминалната драма „Кучешки следобед“ на Сидни Лъмет, музикалната драма „Нашвил“ на Робърт Олтмън и трилърът „Челюсти“ на Стивън Спилбърг.
На 80 години, Джордж Бърнс става най-възрастния носител на „Оскар“ в актьорските категории. През 1990 година, Джесика Танди ще изравни постижението му, което ще бъде подобрено от Кристофър Плъмър през 2012 година.

## Филми с множество номинации и награди
| Долуизброените филми получават повече от 2 номинации в различните категории за настоящата церемония: - 9 номинации: Полет над кукувиче гнездо - 7 номинации: Бари Линдън - 6 номинации: Кучешки следобед - 5 номинации: Забавна дама и Нашвил - 4 номинации: Челюсти, Човекът, който искаше да бъде крал, Шампоан и Слънчевите момчета - 3 номинации: Хинденбург | Долуизброените филми получават повече от 1 награда „Оскар“ на настоящата церемония:. - 5 статуетки: Полет над кукувиче гнездо - 4 статуетки: Бари Линдън - 3 статуетки: Челюсти |

## Номинации и награди
Долната таблица показва номинациите за наградите в основните категории. Победителите са изписани на първо място с удебелен шрифт.
| Най-добър филм | Най-добър режисьор |
| --- | --- |
| - Полет над кукувиче гнездо - Бари Линдън - Кучешки следобед - Челюсти - Нашвил | - Милош Форман – Полет над кукувиче гнездо - Робърт Олтмън – Нашвил - Федерико Фелини – Амаркорд - Стенли Кубрик – Бари Линдън - Сидни Лъмет – Кучешки следобед                                                                       |
| Най-добра мъжка роля | Най-добра женска роля |
| - Джак Никълсън – Полет над кукувиче гнездо - Уолтър Матау – Слънчевите момчета - Ал Пачино – Кучешки следобед - Максимилиан Шел – Мъжът в стъклената кабина - Джеймс Уитмор – Дай им ада, Хари!                      | - Луис Флечър – Полет над кукувиче гнездо - Изабел Аджани – Историята на Адел Х. - Ан-Маргарет – Томи - Гленда Джаксън – Хеда - Керъл Кейн – Улица „Хестър“                                                                           |
| Най-добра поддържаща мъжка роля | Най-добра поддържаща женска роля |
| - Джордж Бърнс – Слънчевите момчета - Брад Доуриф – Полет над кукувиче гнездо - Бърджис Мередит – Денят на хищника - Крис Сарандън – Кучешки следобед - Джак Уордън – Шампоан                                         | - Лий Грант – Шампоан - Рони Блейкли – Нашвил - Силвия Майлс – Сбогом, моя красавице - Лили Томлин – Нашвил - Бренда Вакаро – Веднъж не е достатъчно                                                                                  |
| Най-добър оригинален сценарий | Най-добър адаптиран сценарий |
| - Кучешки следобед – Франк Пиърсън - Амаркорд – Федерико Фелини и Тонино Гуера - И сега моя любов – Клод Льолуш и Пиер Утерхьовен - Лъжите, които моят баща ми каза – Тед Алън - Шампоан – Уорън Бийти и Робърт Тауни | - Полет над кукувиче гнездо – Бо Голдман и Лорънс Хаубън - Бари Линдън – Стенли Кубрик - Човекът, който искаше да бъде крал – Джон Хюстън и Гладис Хил - Ухание в Мрака – Ругер Макари и Дино Ризи - Слънчевите момчета – Нийл Саймън |
| Най-добра кинематография (операторско майсторство) | Най-добър чуждоезичен филм |
| - Бари Линдън – Джон Алкот - Денят на хищника – Конрад Хол - Забавна дама – Джеймс Уонг Хауи - Хинденбург – Робърт Съртийс - Полет над кукувиче гнездо – Бил Бътлър, Хаскел Уекслър                                   | - Дерсу Узала (СССР) - Писма от Марусия (Мексико) - Обетована земя (Полша) - Сандакан №8 (Япония) - Ухание в мрака (Италия) |